# Notre-Dame-de-Livoye

Notre-Dame-de-Livoye este o comună în departamentul Manche, Franța. În 1 ianuarie 2022 avea o populație de 166 de locuitori.